# Instituto Radiotécnico Monitor
O Instituto Radiotécnico Monitor, hoje Instituto Monitor, foi fundado em outubro de 1939, pelo imigrante húngaro Nicolás Goldberger, em São Paulo. Este instituto foi considerado a escola pioneira na implantação da educação a distância no Brasil. As experiências brasileiras, governamentais e privadas, estavam se organizando e representaram, nas últimas décadas, a mobilização de diversos recursos educacionais.
O primeiro curso oferecido pelo Instituto Radiotécnico Monitor foi composto por apostilas e um kit que permitia ao final da formação, a construção de um modelo simples de rádio caseiro. O curso de eletrônica contribuiu em transformar a atual região da Santa Efigênia em São Paulo em um polo atrativo de produtos eletrônicos.
Atualmente, o Instituto informa ter matriculado mais de 6 milhões de alunos em sua história e sua matriz encontra-se na região do Parque D.Pedro, no Brás. A escola atua em cursos Superiores, Técnicos, de Suplência e Profissionalizantes. Funciona em três matrizes, sendo-as: São Paulo, Rio de Janeiro e Paraná, além dos dez polos no interior do Estado de São Paulo.